# Língua adzera
Adzera (também chamada Atzera, Azera, Atsera, Acira) é uma língua Malaio-Polinésia falada por cerca de 30 mil pessoas em  Morobe (província), na Papua-Nova Guiné.

## Fonologia

### Vogais
|         | Anterior | Posterior |
| ------- | -------- | --------- |
| Fechada | /i/      | /u/       |
| Aberta  | /ɑ/      | /ɑ/       |

Os ditongos /ɑi ɑu/ ocorrem, porém, outras sequências de vogais ficam divididas em duas sílabas.

### Consoantes
|                |                         | Bilabial | Labio-dental | Alveolar | Postalveolar | Palatal | Velar | Glotal |
| -------------- | ----------------------- | -------- | ------------ | -------- | ------------ | ------- | ----- | ------ |
| Oclusiva       | Plana                   | p        |              | t        |              |         | k     | ʔ      |
| Oclusiva       | Sonora                  | b        |              | d        |              |         | ɡ     |        |
| Oclusiva       | Oclusiva pré-nasalizada | ᵐp       |              | ⁿt       |              |         | ᵑk    | ⁿʔ     |
| Africada       | Plain                   |          |              | tʃ       | tʃ           |         |       |        |
| Africada       | Sonora                  |          |              | dʒ       | dʒ           |         |       |        |
| Africada       | Oclusiva pré-nasalizada |          |              | ⁿtʃ      | ⁿtʃ          |         |       |        |
| Nasal Oclusiva | Nasal Oclusiva          | m        |              | n        |              |         | ŋ     |        |
| Rótica         | Rótica                  |          |              | r        |              |         |       |        |
| Fricativa      | Fricativa               |          | f            | s        |              |         |       | h      |
| Aproximante    | Aproximante             | w        |              |          |              | j       |       |        |

/h/ ocorre em uma única palavra, a interjeição hai "sim".
As Oclusivas pre-nasalizadas tendem a perder a nasalização quando iniciam uma palavra ou depois uma consoante.
/tʃ ⁿtʃ/ são por vezes percebidas como [ts ⁿts], especialmente em finais de palavras.

## Escrita
| A a     | B b | D d   | Dz dz     | F f | G g | H h | I i | K k   | M m | Mp mp | N n | Nt nt |
| ------- | --- | ----- | --------- | --- | --- | --- | --- | ----- | --- | ----- | --- | ----- |
| /ɑ/     | /b/ | /d/   | /dʒ/      | /f/ | /ɡ/ | /h/ | /i/ | /k/   | /m/ | /ᵐp/  | /n/ | /ⁿt/  |
| Nts nts | Ŋ ŋ | Ŋk ŋk | Ŋʼ\|Ŋʼ ŋʼ | P p | R r | S s | T t | Ts ts | U u | W w   | Y y | ʼ}}   |
| /ⁿtʃ/   | /ŋ/ | /ᵑk/  | /ⁿʔ/      | /p/ | /r/ | /s/ | /t/ | /tʃ/  | /u/ | /w/   | /j/ | /ʔ/   |

J, o and z são usadas somente em palavras estrangeiras.